# 拉巴蒂里维耶尔
拉巴蒂里维耶尔（法語：Labatut-Rivière，法語發音：[labaty ʁivjɛʁ]）是法国上比利牛斯省的一个市镇，位于该省北部，属于塔布区。

## 地理
拉巴蒂里维耶尔（43°31'36"N, 0°2'0"E）面积12.71 平方千米，位于法国奧克西塔尼大區上比利牛斯省，该省份为法国西南部内陆省份，北至热尔省，西接大西洋比利牛斯省，南与西班牙接壤，东临上加龙省。
与拉巴蒂里维耶尔接壤的市镇（或旧市镇、城区）包括：埃尔、阿尔芒蒂约、拉德韦兹城、蒂耶斯特-于拉纽、欧里耶巴、科萨德里维耶尔、埃斯蒂拉克、苏布勒科斯。

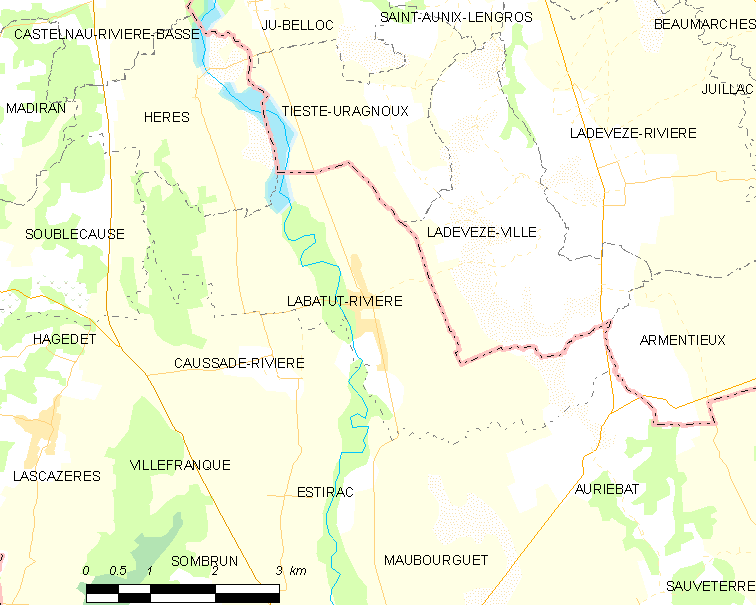
拉巴蒂里维耶尔的OSM定位图

拉巴蒂里维耶尔的时区为UTC+01:00、UTC+02:00（夏令时）。

## 行政
拉巴蒂里维耶尔的邮政编码为65700，INSEE市镇编码为65240。

## 政治
拉巴蒂里维耶尔所属的省级选区为阿杜尔河谷-吕斯唐-马迪拉奈县。

## 人口

1962-2008年间拉巴蒂里维耶尔人口变化图示

拉巴蒂里维耶尔于2022年1月1日时的人口数量为386人。